# Гарбе, Детлеф
Де́тлеф Га́рбе (нем. Detlef Garbe; род. 1956, Гёттинген) — немецкий историк, внештатный преподаватель истории нового времени и новейшей истории в Гамбургском университете. С 1989 года — директор мемориала «Нойенгамме».

## Биография
После изучения истории, евангелической теологии и педагогики в Гамбургском университете он защитил в 1989 году диссертацию по истории свидетелей Иеговы в нацистской Германии. После завершения диссертации Гарбе опубликовал множество работ, посвящённых истории концентрационных лагерей, военной юстиции в Вермахте, оценке прошлого и маргинализированным группам жертв, в особенности свидетелям Иеговы, в годы режима национал-социализма.